# يو إس إس دوبيوك (إل بي دي 8)
يو إس إس دوبيوك (إل بي دي 8) كانت سفينة نقل من طراز أوستين في البحرية الأمريكية.
وهي السفينة الثانية التي تحمل اسم مدينة دوبيوك في ولاية آيوا الأمريكية الواقعة على نهر المسيسيبي ومؤسسها جوليان دوبيوك - المستكشف الكندي الفرنسي. تم تشغيلها في 1 سبتمبر 1967 في حوض نورفولك البحري لبناء السفن في بورتسموث في فيرجينيا. 

## روابط خارجية
- الموقع الرسمي يو اس اس دوبوك